# Hreishet
Hreishet (en francès Fréchet-Aure) és un municipi francès situat al departament dels Alts Pirineus i a la regió d'Occitània.

## Demografia
| 1962                                       | 1968 | 1975 | 1982 | 1990 | 1999 | 2006 |
| ------------------------------------------ | ---- | ---- | ---- | ---- | ---- | ---- |
| 11                                         | 15   | 7    | 10   | 15   | 10   | 13   |
| Des de 1962: població sense dobles comptes |      |      |      |      |      |      |

## Administració
| Període | Identitat    | Partit |
| ------- | ------------ | ------ |
| 2001-   | Joseph Campo |        |

## Galeria d'imatges

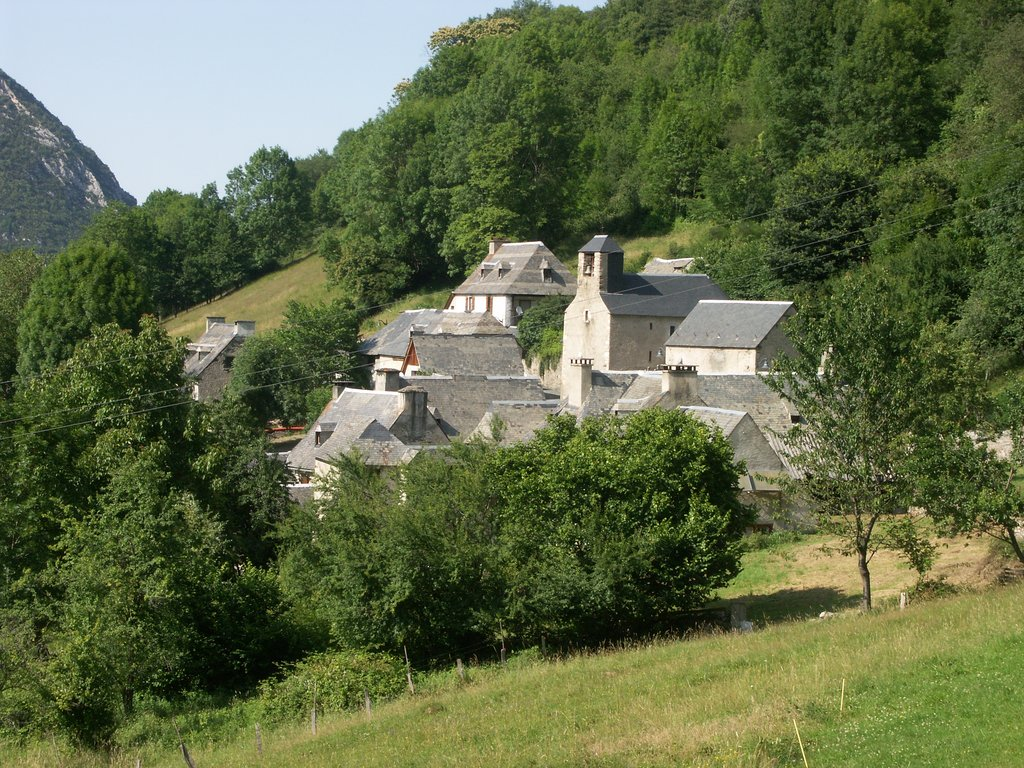
Vista de Hreishet
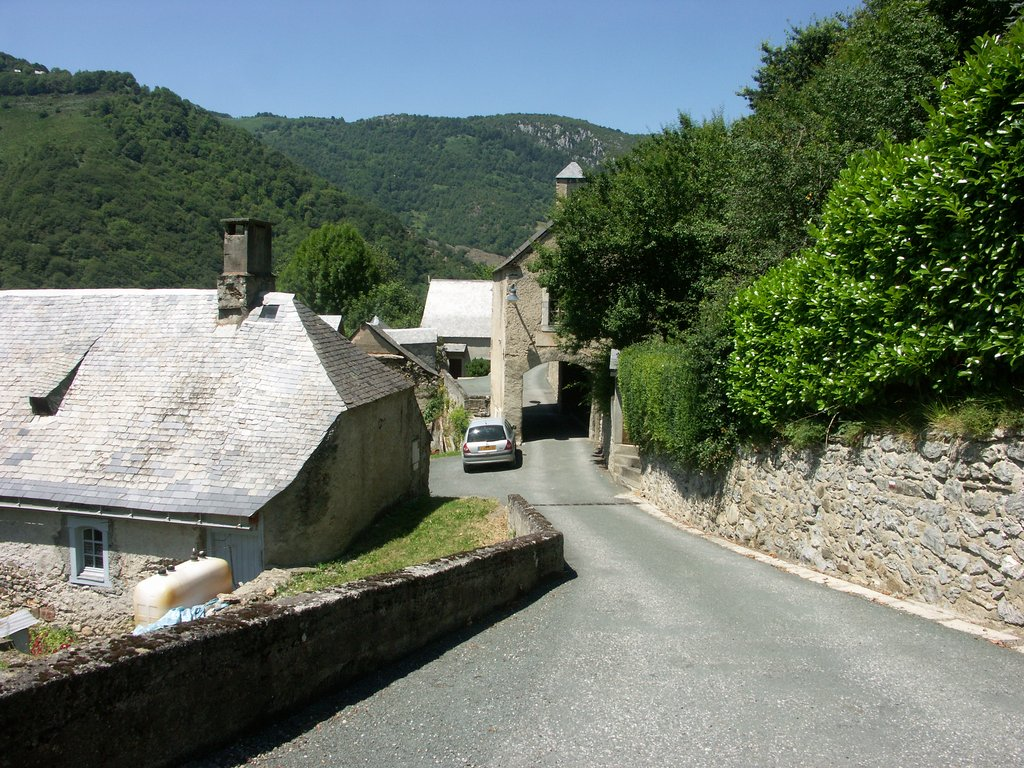
Carrer principal